# Instytut Molekularnej Biologii Komórki i Genetyki im. Maxa Plancka
Instytut Molekularnej Biologii Komórki i Genetyki im. Maxa Plancka (ang. Max Planck Institute for Molecular Cell Biology and Genetics, niem. Max-Planck-Institut für molekulare Zellbiologie und Genetik; MPI-CBG) – instytut naukowo-badawczy w dziedzinie biologii molekularnej, biochemii, genetyki oraz biologii komórki oraz rozwoju należący do Towarzystwa Maxa Plancka, zlokalizowany w Dreźnie w Niemczech.
MPI-CBG został założony w 1998. Budowa budynku instytutu w Dreźnie, rozpoczęła się na początku 1999 zakończona w 2000. Instytucja stała się w pełni funkcjonalna w lutym 2001, a 27 marca 2002 miało miejsce oficjalne otwarcie, dokonane przez prezesa Towarzystwa Maxa Plancka, Huberta Markla, premiera Saksonii, Kurta Biedenkopfa i kanclerza Niemiec, Gerharda Schrödera.
Obecnie w instytucie działa ponad 25 grup badawczych, wspieranych przez kilkanaście różnych serwisów instytutowych (między innymi placówka oczyszczania białek, sekwencjonowania DNA, mikroskopii świetlnej i elektronowej, spektrometrii masowej, przeciwciał, bioinformatyki, a także myszarium, akwaria oraz biblioteka).
W 2009 roku, w rankingu czasopisma „The Scientist”, MPI-CBG został uznany za najlepsze miejsce studiów postdoktoranckich na świecie, a także zajął pierwsze miejsce w rankingu „Najlepsze Miejsce Pracy – Akademia, 2009”, w kategorii instytutów spoza USA.

## Budynek
Budynek od podstaw był projektowany jako nowoczesna placówka naukowa z pełnym zapleczem. Autorami projektu są dwaj fińscy architekci Mikko Heikkinen i Markku Komonen. Zamierzeniem architektów było stworzenie budynku maksymalnie funkcjonalnego przy dość skromnej i surowej formie.
Budynek jest czteropiętrowy, o łącznej powierzchni użytkowej powyżej 24000 m² (z czego laboratoria ok. 20500m²). Pomalowany jest w charakterystyczne kolory, mające podkreślać jego nowoczesność. Obok budynku głównego mieszczą się też magazyny, dwa niewielkie akademiki (ponad 900 m²) oraz parking. Sam budynek jest zorganizowany w sposób symetryczny. Główne wejście umieszczone jest centralnie i wyposażone jest w zadaszenie w formie żagla. Laboratoria badawcze mieszczą się w obu skrzydłach (północnym i południowym), między którymi znajdują się łączniki oraz sale seminaryjne. Ten wzór powtórzony jest generalnie na wszystkich piętrach poza parterem, którego większą część zajmuje przestronne atrium, kantyna i pomieszczenia administracyjne, biblioteka oraz duża sala wykładowa. W centrum atrium znajdują się (prócz szybów wind) charakterystyczne kręcone schody, swoją formą nawiązujące do podwójnej helisy DNA. Ścianę atrium zdobi wieloczęściowy obraz symbolizujący jedność świata biologicznego, a przedstawiający artystyczną wizję porostu. Obraz ten i kilka podobnych, abstrakcyjno-symbolicznych umieszczonych na piętrach, to jedyne ozdoby wnętrza. Budynek na potrzeby badań naukowych wyposażony jest we wszystkie media, ciąg próżniowy, sieć z wodą dejonizowaną, wewnętrzną sieć komputerową oraz dostępu do Internetu (także bezprzewodowy). Koszt budowy wyniósł w sumie około 55 milionów euro.
Budynek instytutu został zaprezentowany jako wzorowa placówka badawcza w czasopismach Nature, The Scientist oraz Architectural Records.

## Badania

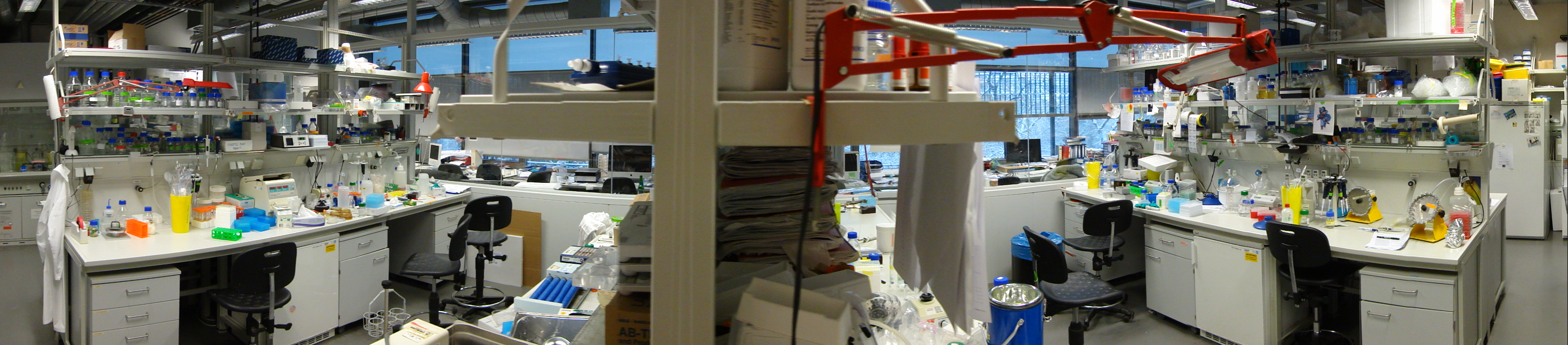
Panorama jednego z laboratoriów biochemicznych

Badania prowadzone są w zakresie ogólnie pojętej biologii molekularnej, biologii komórki oraz biologii rozwoju, ale także w dziedzinie biofizyki. Głównymi organizmami modelowymi są zwierzęta oraz mikroorganizmy.
W instytucie badane są zagadnienia związane z, między innymi, motorami molekularnymi, rozwojem neuronów, podziałem komórek, tratwami lipidowymi, endocytozą, embriogenezą, regeneracją.

## Organizacja
Instytut jest zarządzany przez pięciu dyrektorów (kierowników grup), obieranych na kadencje. Na czele ponad 25 grup badawczych stoją ich kierownicy, podobnie zarządzane są serwisy instytutowe. Aspektami nienaukowymi zajmuje się bardzo ograniczony pion administracyjny. W instytucie pracuje około 500 osób. Ponad połowa naukowców pochodzi spoza Niemiec (z więcej niż 40 krajów). W instytucie kształci się też około 125 studentów studiów doktoranckich, rekrutowanych z całego świata poprzez specjalny program. Oprócz tego w instytucie pracuje ponad 100 uczestników stypendiów podoktoranckich oraz kilkunastu studentów studiów magisterskich. Horyzontalny sposób organizacji podjednostek sprzyja wzajemnej komunikacji oraz upraszcza administrację.

## Sieć naukowa Biopolis
MPI-CBG jest położony w bliskim sąsiedztwie innych placówek naukowych: Uniwersytetu Technicznego, Uniklinik C.G. Carusa, Medical Theoretical Centre (MTZ), Biotechnological Centre (BIOZ), Max-Planck Institute for Complex Systems. Placówki te dzielą ze sobą zainteresowania badawcze, część infrastruktury oraz wyposażenia. Ta sieć zależności, podtrzymywana dodatkowo przez wspólny międzynarodowy program doktorancki, określana jest mianem Biopolis.